# Safecast
Safecast je mezinárodní organizace tvořená především dobrovolníky, se zaměřením na tzv. otevřenou vědu v oblasti radioaktivity a životního prostředí. Safecast spravuje globální otevřenou síť dat z monitorování hodnot ionizujícího záření a byl založen krátce po nehodě jaderné elektrárny Fukushima Daiichi v Japonsku po ničivém zemětřesení a tsunami v Tóhoku 11. března 2011.
Safecast tým ve spolupráci s firmou International Medcom, Tokio Hackerspace a dalšími dobrovolníky navrhl různá zařízení pro radiační mapování. Včetně bGeigie a bGeigie Nano pro mobilní aplikace (pro pěší a pojezdová měření), nebo pevné stanice, nazývané Pointcast.
Všechny údaje jsou shromažďovány pomocí Safecast API a prezentovány na veřejně dostupné interaktivní mapě – Safecast Tile Map.

## bGeigie Nano
Safecast bGegie Nano je přenosný detektor radiace vybavený Geiger-Müller detektorem, vestavěným GPS přijímačem a záznamem na microSD kartu.

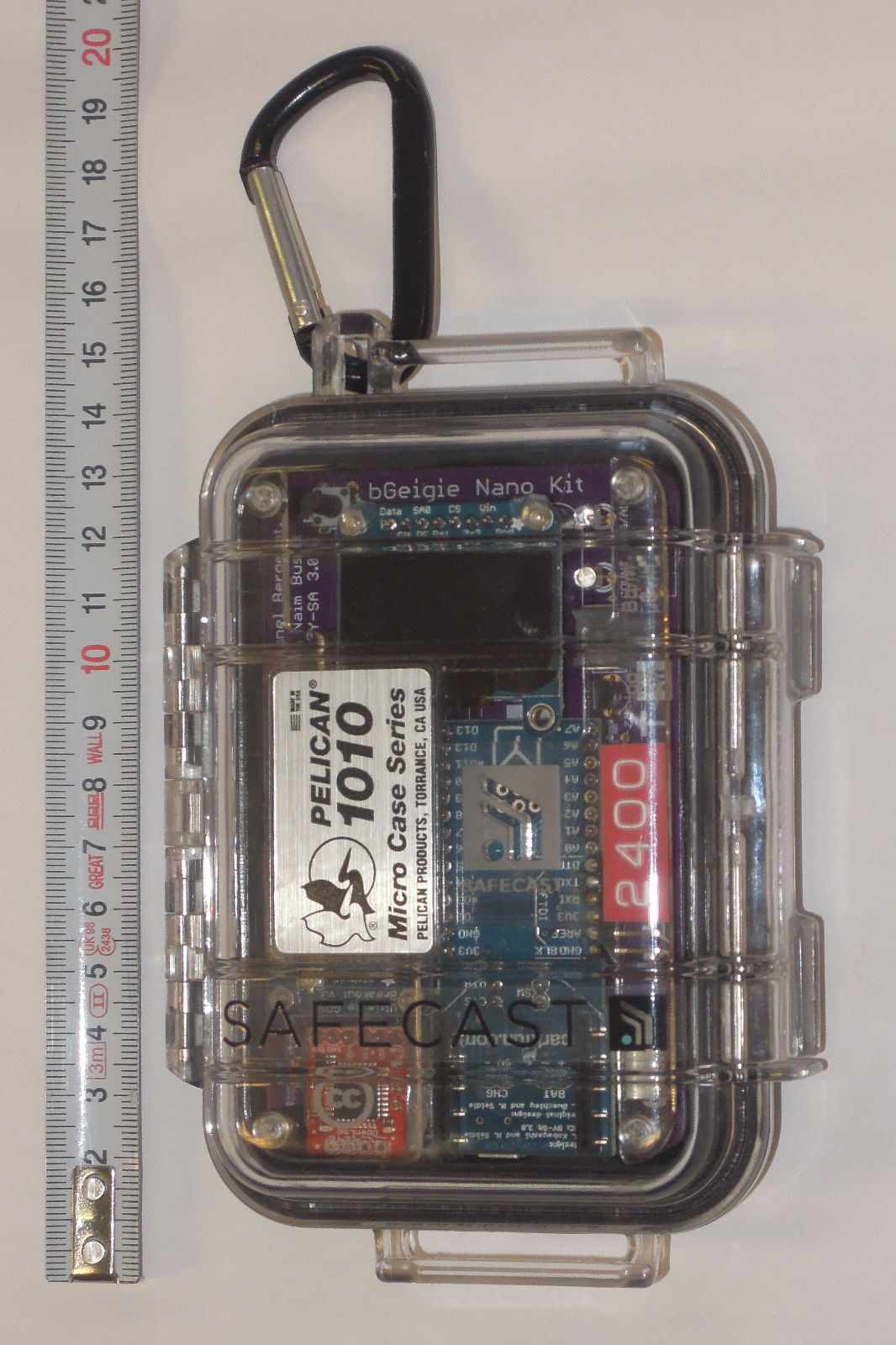
bGeigie Nano s uzavřeným pouzdrem
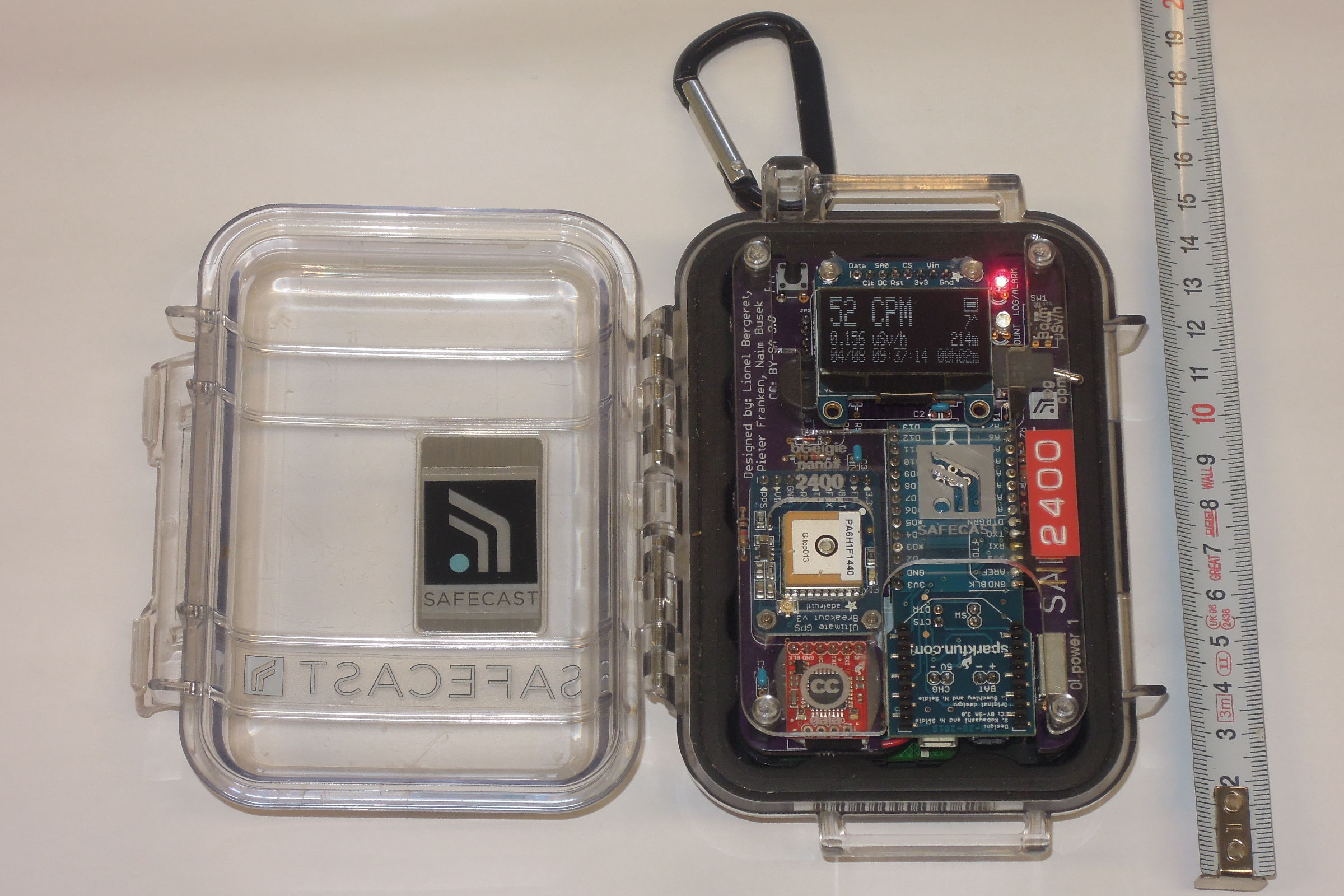
Safecast bGeigie Nano s otevřeným pouzdrem

bGeigie Nano se do listopadu 2020 prodával jako kit k sestavení, takže uživatel musí mít zkušenosti s pájením a elektrotechnikou, aby si přístroj z dodávaných dílů sestavil. Kit bylo možné zakoupit na stránkách produktu na Kithubu Archivováno 20. 8. 2016 na Wayback Machine.. Přístroj byl vyvinut ve spolupráci s International Medcom Inc. a sdílí některé díly s jejich detektorem Inspektor Alert™ – Safecast Github stránky ho popisují takto: "bGeigie Nano je lehčí verze bGeigie Mini s Arduino Fio, GpsBee, OpenLog a geiger detektorem z přístroje Inspektor Alert. Cílem bylo umístit to všechno do pouzdra Pelican Micro Case 1040".
Finální verze bGeigie je ale umístěna do menšího menší Pelican Micro Case 1010, disponuje "pancake" LND 7317 Geiger-Müller detektorem a GPS, dále je případně rozšiřitelná pomocí Bluetooth modulu. Přepínač režimu nabízí výběr mezi automatickým ukládáním naměřených dat spolu se zeměpisnými souřadnicemi (data se ukládají na microSD kartu) a měření bez GPS – ukazuje také hodnoty v Bq/m2 (Cs137). Hlavní jednotka může být případně vyjmuta z odolného pouzdra a použita k detekci záření α- a β- při měření povrchové kontaminace.

## Přístroje Safecastu v České republice
V ČR disponuje přístroji Safecast bGeigie Nano například Státní ústav radiační ochrany, k dispozici má cca 30 kusů a v rámci výzkumného projektu Radiační měřící síť pro instituce a školy k zajištění včasné informovanosti a zvýšení bezpečnosti občanů měst a obci (RAMESIS) dochází k jejich zapůjčování například školám i dalším institucím – instrukce, jak se zapojit, lze nalézt Ramesis wiki, která slouží také jako informační portál pro uživatele přístrojů.  V rámci aktivit SÚRO v.v.i je také zajištěn vývoj zásuvného modulu pro open-source mapový software QGIS, který slouží ke snadné práci s daty z přístroje.
bGeigie Nano má k dispozici i Katedra dozimetrie a aplikace ionizujícího záření (KDAIZ) Fakulty jaderné a fyzikálně inženýrské ČVUT, která ho zapůjčuje studentům.

## Instituce využívající přístroje Safecastu
Podle stránky na KitHubu  využívají přístroje Safecast následující instituce:
- Mezinárodní agentura pro atomovou energii / International Atomic Energy Agency (IAEA)
- Institut radiační ochrany a jaderné bezpečnosti / Institut de radioprotection et de sûreté nucléaire (IRSN), Francie
- Rada pro ochranu přírodních zdrojů / Natural Resources Defense Council (NRDC), USA[8]
- Státní ústav radiační ochrany v.v.i (SÚRO), Česko

Slovinská nezisková organizace IRNAS – Institute for development of advanced applied systems Rače / Inštitut za razvoj naprednih aplikativnih sistemov Rače provádí radiační monitoring Slovinska s jedním přístrojem bGeigie

## Ruská invaze na Ukrajinu (2022) a iniciativa “bGeigies for Ukraine”
Ruská invaze na Ukrajinu v roce 2022 a především Bitva o Černobyl, s aktivitami ruských vojsk v kontaminované oblasti Uzavřené zóny Černobylské jaderné elektrárny zahrnující i kopání zákopů nebo využití oblasti vysoce kontaminovaného Rudého lesa pro přejezd vojenských konvojů, vyvolaly požadavek na opětovné radiační zmapování celé oblasti po stažení ruských jednotek.
20. července 2022 oznámil Safecast iniciativu “bGeigies4Ukraine” (#bgeigies4ukraine) – společnou iniciativu následujících organizací:
- Safecast, Japonsko
- SaveDnipro, Ukrajina[12]
- Státní ústav radiační ochrany (SÚRO), Česko
- Chornobyl Radiation Ecological Biosphere Reserve, Ukrajina[13]

SÚRO poskytl 10 detektorů bGeigie Nano a následné monitorování vedlo získání přes 300 000 datových bodů (údaj k 17. září 2022).
Všechna naměřená data získaná v rámci iniciativy #bgeigies4ukraine initiative jsou součástí interaktivní mapy Safecast Map a také datasetu Safecast publikovaného pod licencí CC0 (Volné dílo).

## Ukončení výroby detektoru bGeigie Nano, vývoj alternativ
V listopadu 2020 oznámil KitHub v emailovém newsletteru ukončení produkce kitů přístroje bGeigie Nano po 5 letech jejich dodávání. Ve vývoji jsou aktuálně dva přístroje, které by bGeigie Nano mohly do budoucna nahradit (stávající přístroje zůstanou v provozu). 

## bGeigie Zen od Safecastu
V dubnu 2021 oznámil Safecast vývoj nového přístroje nazvaného bGeigie Zen.

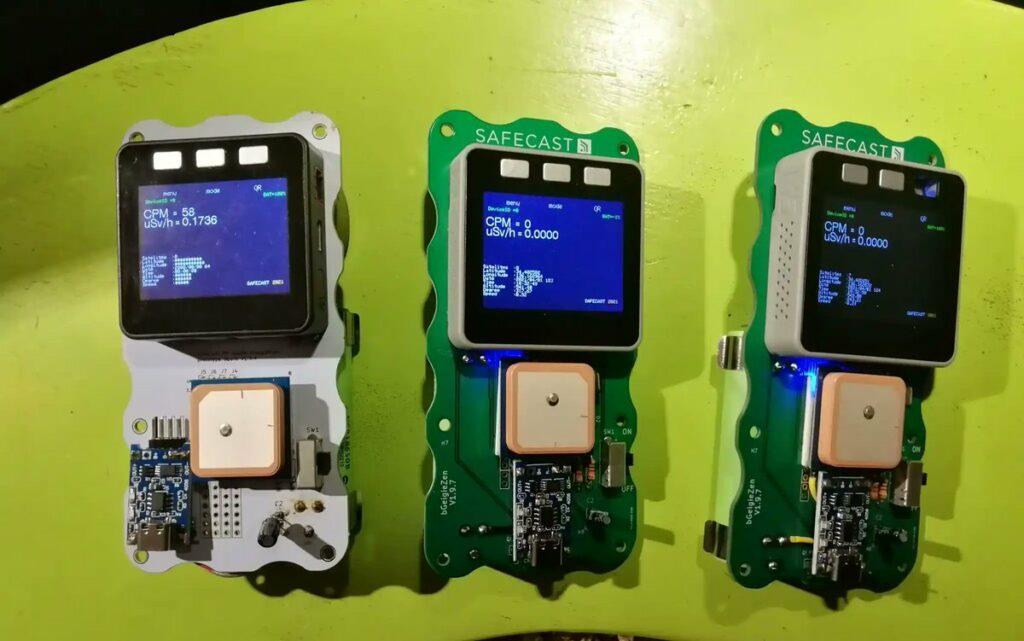
detektor radiace Safecast bGeigie Zen – vnitřní jednotka
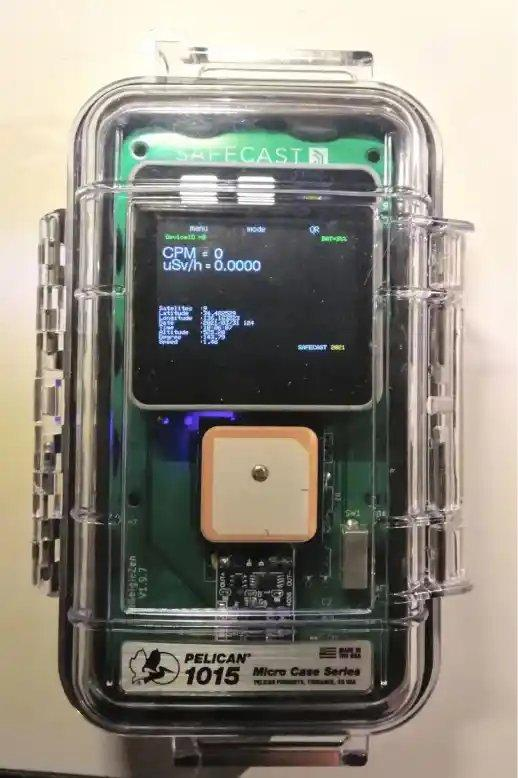
detektor radiace Safecast bGeigie Zen v plastovém pouzdru pro terénní měření

BGeigie Zen je založen na původním přístroji bGeigie ale využívá novou senzorovou desku nazvanou SafePulse a modulární IoT platformu M5Stack. Prezentovaný prototyp využíval plastové pouzdro Pelican 1015, je tedy větší než bGeigie Nano.

## CzechRad od SÚRO
CzechRad je přímá alternativa k přístroji bGeigie Nano, která je aktuálně ve vývoji. Přístroj využívá stejnou Geiger–Müller trubici typu pancake LND 7317 (USA) jako Safecast bGeigie Nano, stejné plastové pouzdro Pelican 1010 a stejný formát výstupních dat (LOG soubory). Oproti bGeigie Nano, CzechRad není sestaven z několika komerčních modulů ale využívá vlastní, na míru navržené desky s elektronikou – základní deska na bázi procesoru SAMD21G (ARM M0+), GPS modul od firmy uBlox. Desky s elektronikou vyrobí společnost Tesla. Zatímco bGeigie Nano používá OLED displej v inverzním režimu (bílý text na černé), CzechRad je osazen standardním monochromatickým LCD displejem, který je lépe čitelný za denního světla.

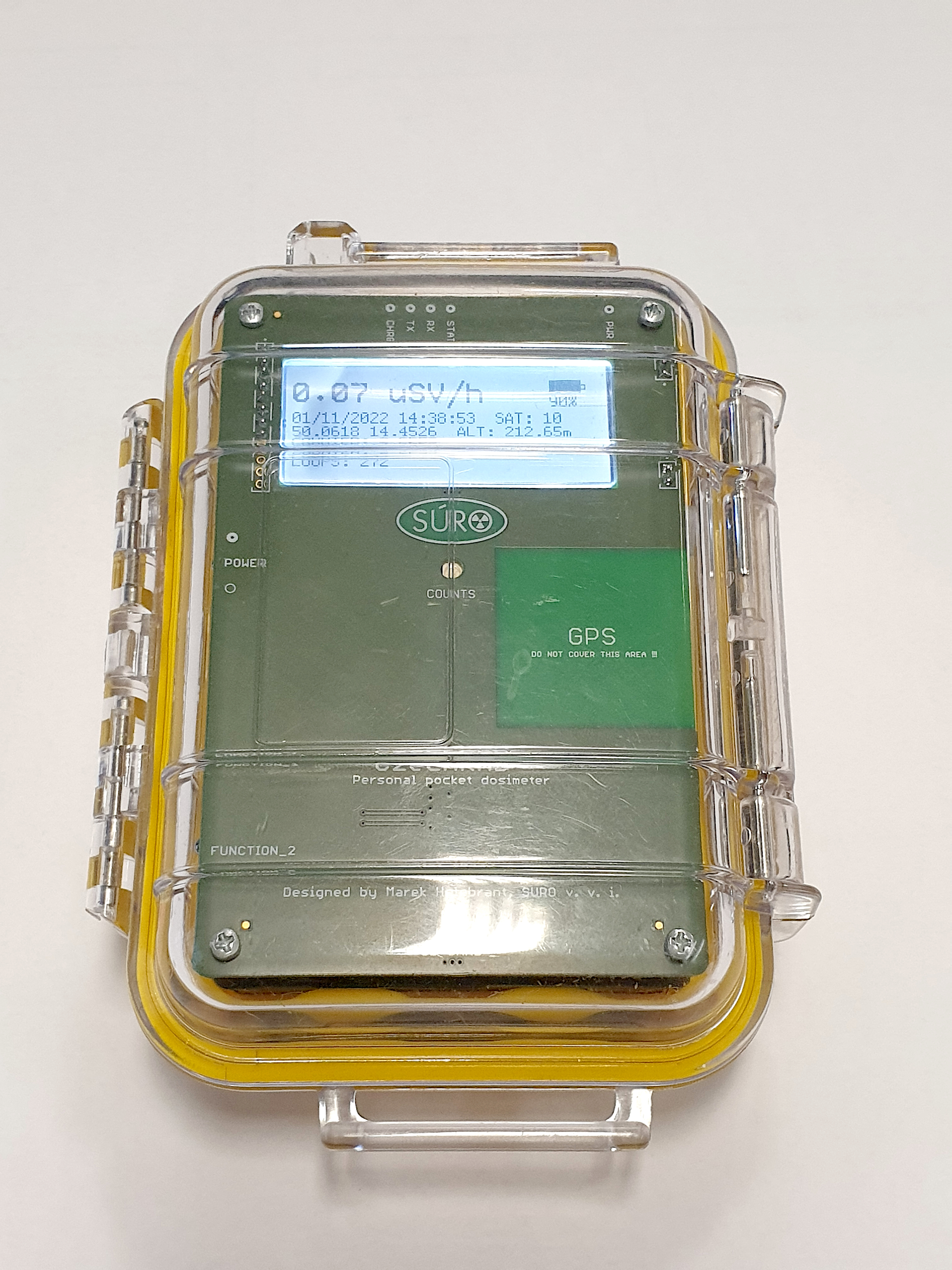
CzechRad – předprodukční prototyp se zavřeným pouzdrem
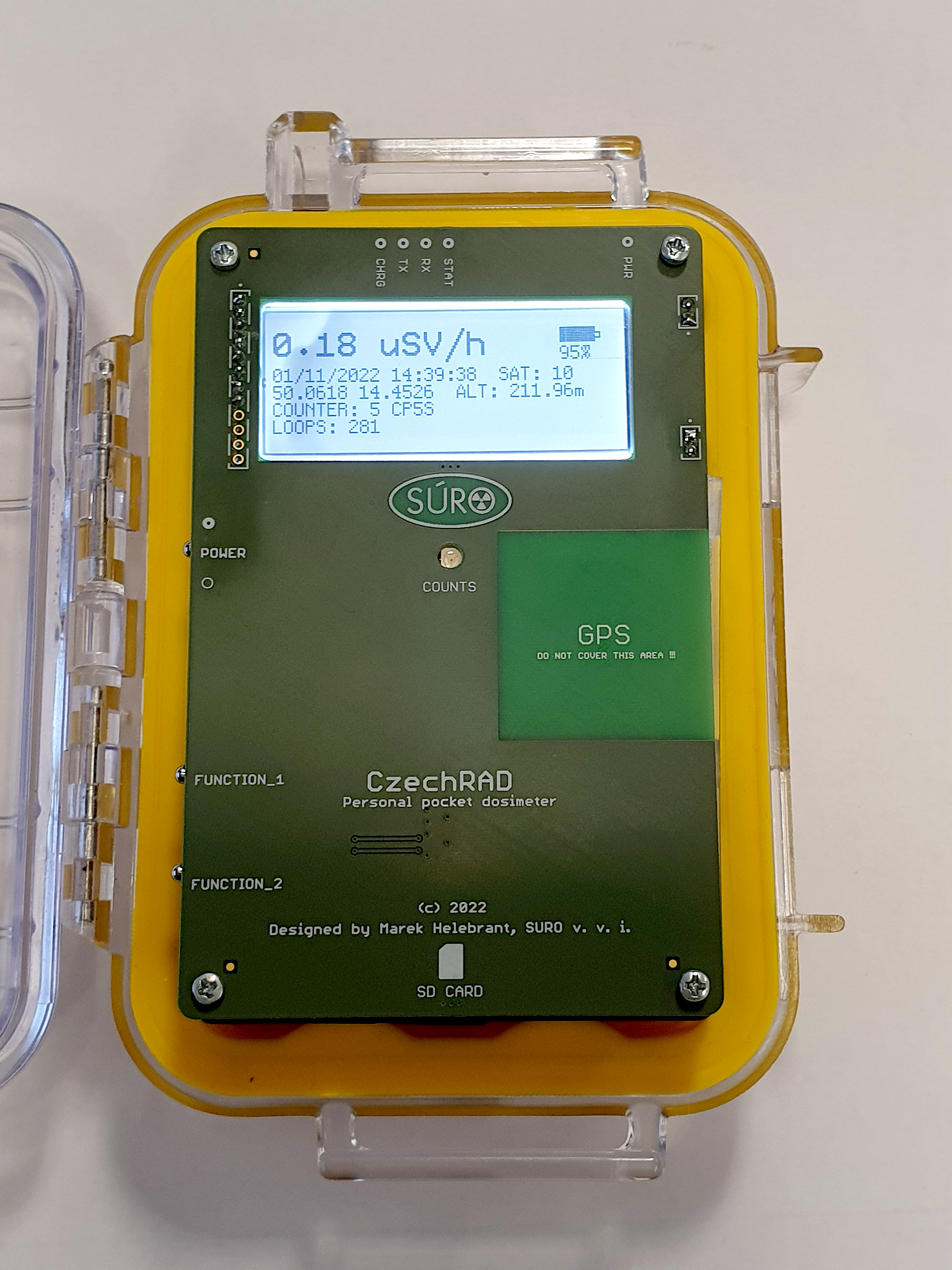
CzechRad – předprodukční prototyp – otevřený